# Dorothy and Lillian Gish Prize

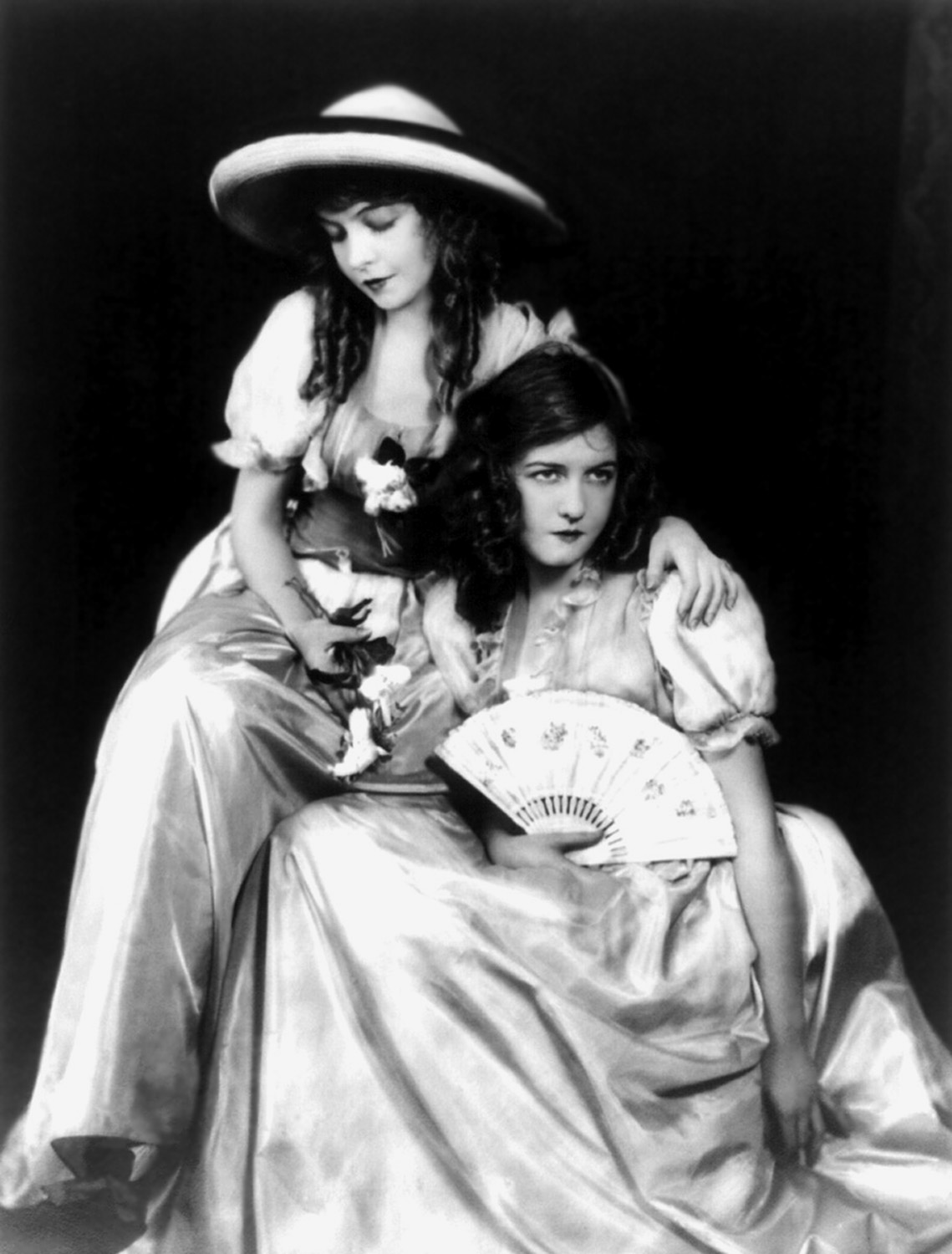
Lillian und Dorothy Gish (1921)

Der Dorothy and Lillian Gish Prize ist ein mit $300.000 dotierter Kulturpreis der Gish-Stiftung (verwaltet von der JPMorgan Chase Bank) und gilt als einer der am höchsten dotierten Kunstpreise weltweit. Benannt nach dem Schauspielerinnen-Schwesternpaar Dorothy und Lillian Gish, wurde er dem Willen von Lillian Gish entsprechend 1994 begründet und zeichnet herausragende Künstler aus für den Beitrag ihres ästhetischen Schaffens zur „Schönheit der Welt“ und zum Repertoire der Ausdrucksformen ihrer Kunst. Unter den Preisträgern finden sich u. a. Schauspieler, Musiker, Tänzer, Regisseure, Schriftsteller und Architekten.

## Preisträger
- 1994: Frank Gehry
- 1995: Ingmar Bergman
- 1996: Robert Wilson
- 1997: Bob Dylan
- 1998: Isabel Allende
- 1999: Arthur Miller
- 2000: Merce Cunningham
- 2001: Jennifer Tipton
- 2002: Lloyd Richards
- 2003: Bill T. Jones
- 2004: Ornette Coleman
- 2005: Peter Sellars
- 2006: Shirin Neshat
- 2007: Laurie Anderson
- 2008: Robert Redford
- 2009: Pete Seeger
- 2010: Chinua Achebe
- 2011: Trisha Brown
- 2012: Anna Deavere Smith
- 2013: Spike Lee
- 2014: Maya Ying Lin
- 2015: Suzan-Lori Parks
- 2016: Elizabeth LeCompte
- 2017: Meredith Monk
- 2018: Gustavo Dudamel
- 2019: Walter Hood
- 2020: Ava DuVernay
- 2021: Sonia Sanchez
- 2022: Jawole Willa Jo Zollar
- 2023: Thelma Golden